# Sofia Taloni
Sofia Taloni (Alhucemas, 27 de abril de 1983), o Soufia Taloni (en árabe: صوفيا طالوني‎), es una bloguera, influencer y camarógrafa marroquí.
En 2020 se hizo conocida por organizar una campaña masiva para que hombres homosexuales marroquíes salgan del armario, mientras que la homosexualidad es un delito punible con tres años de prisión en Marruecos, después de haber sido insultada por su identidad de género.

## Biografía
Sofia Taloni nació el 27 de abril de 1983 en una familia adinerada de Alhucemas, de padres marroquíes. Pasó toda su juventud en Marruecos. A los 19 años estudió en la universidad de Rabat.
Taloni es una persona transgénero. Viajó a Turquía en 2019 para someterse a una cirugía estética de feminización y una de afirmación de género. Desde entonces vive en Turquía, donde trabaja en el sector de la cosmética.

## Carrera en las redes sociales
Sofia Taloni lanzó la campaña en YouTube #24for24, habiendo acumulado más de 5 millones de visitas.
Es una conocida influencer de Marruecos; sus videos están en árabe marroquí. Fue "elevada al estrellato» a través de las redes sociales. Su cuenta de Instagram verificada fue seguida por más de 600 000 personas hasta que fue suspendida en abril de 2020.

## Polémica
En abril de 2020, Taloni llamó públicamente a sus fans a denunciar a los homosexuales marroquíes durante una transmisión en vivo en Instagram.  Su cuenta de Instagram fue luego suspendida. Más tarde se disculpó, afirmando que su intención era ayudar a normalizar la homosexualidad, pero aún quedaron dudas sobre su sinceridad. El asunto tuvo gravedad porque la homosexualidad es ilegal en Marruecos y los implicados pudieron correr el riesgo de ser detenidos hasta tres años (a diferencia de Turquía, donde Taloni reside).
Según el New York Times, Sofia Taloni acababa de ser insultada a causa de su identidad de género cuando, en un ataque de ira, publicó la incitación a denunciar a los homosexuales, cuyos efectos fueron devastadores y prolongados.
Según el sociólogo Khalid Mouna, que habló en Libération, Sofia Taloni intentó infligir a las personas LGBT la exclusión que ella misma sufrió (sobre todo por parte de su familia). Destacó el hecho de que «ella adopta los códigos de sus propios detractores».
En 2021 en un estudio sobre las representaciones de la identidad de género en Marruecos, Anne M. Montgomery y Abderrahim El Habachi atribuyeron a Sofia Talouni el deseo de «exponer la hipocresía de la sociedad marroquí al desenmascarar a cientos de personas» homosexuales. «Les dijo a las mujeres que descargaran aplicaciones de citas para hombres homosexuales (como Grindr y PlanetRomeo) y buscaran personas que conocieran». En 24 horas, se crearon casi 150 000 cuentas en Marruecos. Casi 100 personas fueron identificadas como homosexuales. Algunos tuvieron que abandonar sus hogares y uno de ellos se suicidó. La aplicación Grindr advirtió a los homosexuales marroquíes del riesgo de ser descubiertos al que se exponen al utilizar esta aplicación en vista de esta campaña.
Este escándalo ha sido objeto de debate público en Marruecos y ha sido el punto de partida de campañas de concienciación en forma de debates en directo «Ajiw N'hadro» (Es hora de hablar de ello) organizado por el colectivo de Forajidos de Marruecos».
La policía marroquí ha abierto una investigación sobre «incitación al odio y la discriminación» a raíz de estas revelaciones de información sobre la vida privada.
En 2021, en respuesta a la salida del armario de las personas LGBT solicitada por Taloni, se publicó un libro de testimonios sobre las discriminaciones y violencias que sufren estas personas, titulado L'Amour fait loi,por Éditions Le Sélénite.
En 2021, Sofia Taloni presentó una denuncia por intento de asesinato en su contra después de un robo. El sitio web afrik.com sugiere un ajuste de cuentas en relación con el asunto de 2020.
En 2022, varios sitios webs marroquíes recogieron su postura, considerada paradójica, a favor de un predicador musulmán que criticaba el hecho de representar positivamente en una serie de televisión a una categoría de mujeres marginadas, bailarinas y cantantes a veces al borde de la prostitución llamada chikhat.